# Tom Steed

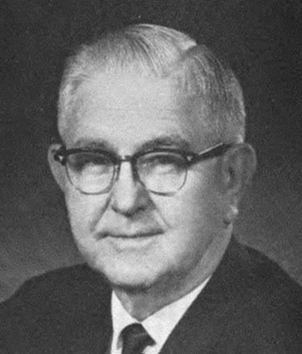
Tom Steed (1969)

Thomas Jefferson „Tom“ Steed (* 2. März 1904 im Eastland County, Texas; † 8. Juni 1983 in Shawnee, Oklahoma) war ein US-amerikanischer Politiker. Zwischen 1949 und 1981 vertrat er den vierten Wahlbezirk des Bundesstaates Oklahoma im US-Repräsentantenhaus.

## Werdegang
Tom Steed wurde auf einer Farm in der Nähe des Ortes Rising Star in Texas geboren. Er besuchte die öffentlichen Schulen in Konawa (Oklahoma) und war dann 20 Jahre lang im Zeitungsgeschäft. In dieser Zeit war er unter anderem vier Jahre lang verantwortlicher Herausgeber der Zeitung „Shawnee News and Star“. Während des Zweiten Weltkriegs diente er als Soldat der US Army. Von Juli 1944 bis Dezember 1945 war er in Ostasien im Bereich von Indien und Burma in einer Nachrichteneinheit.
Steed war Mitglied der Demokratischen Partei. Als deren Kandidat wurde er 1948 in das US-Repräsentantenhaus in Washington, D.C. gewählt und trat dort am 3. Januar 1949 die Nachfolge von Glen D. Johnson an. Nachdem er bei den folgenden 15 Wahlen jeweils bestätigt wurde, konnte er sein Mandat im Kongress in insgesamt 16 Legislaturperioden bis zum 3. Januar 1981 ausüben. Während des 94. Kongresses (1975–1976) war er Vorsitzender des Committee on Small Business.
Im Jahr 1980 verzichtete Steed auf eine weitere Kandidatur und zog sich in den Ruhestand zurück, den er in Shawnee verbrachte, wo er 1983 verstarb.